# Schilthornbahn
Schilthornbahn er en svævebane i Berner Oberland i Vestalperne i Schweiz. Banen går fra Stechelberg i Lauterbrunnental til bjergtoppen Schilthorn med drejerestauranten Piz Gloria. Banen stod klar til brug i 1967.
Schilthornbahn er i fire sektioner, der ligger i forlængelse af hinanden så det i realiteten er flere svævebaner, der under ét bliver kaldt Schilthornbahn. De fire sektioner er:
- Stechelberg – Gimmelwald
- Gimmelwald – Mürren
- Mürren – Birg
- Birg – Schilthorn

På den længste af strækningerne, fra Mürren til Birg, overvinder svævebanen en højdedifference på 1.039 meter. Den samlede køretid fra dalstationen i Stechelberg til toppen er 32 minutter.
I restauranten Piz Gloria og området omkring Schilthorn indspilledes James Bond-filmen On Her Majesty's Secret Service fra 1969 med George Lazenby i hovedrollen. Op til filmindspilningerne var byggeriet af restauranten gået i stå, men aftalen blev, at filmselskabet byggede restauranten færdig mod at man til gengæld kunne filme et ubegrænset antal scener herfra.

## Historie
Tilladelse til bygning af Schilthornbahn blev givet i 1961 og allerede året efter etableredes aktieselskabet Schilthornbahn AG. Anlægsarbejdet blev påbegyndt i 1963 og i 1965 kunne de nederste tre sektioner af banen tages i brug.

Den sidste etape fra Birg til Schilthorn åbnedes i 1967, uden at restauranten på toppen endnu var færdiggjort. I 1968 blev On Her Majesty's Secret Service indspillet og byggeriet af Piz Gloria blev tilendebragt, så restauranten kunne åbnes for publikum i 1969.
I 1995 blev svævebanekabinerne i sektionerne 1, 2 og 4 udskiftet til nye panoramakabiner med plads til 100 passagerer i hver mod hidtil 75. Først i 2003 fik sektion 3 sin nye – og større – panoramakabine.

## Billedgalleri
- Stechelberg set fra Schilthornbahn
- Stechelberg set fra Schilthornbahn
- Mürren set fra svævebanen
- Et kig opad mod Birg
- Schilthorn set fra Birg
- Piz Gloria på toppen af Schilthorn

## Links
- Stechelberg Turistbureaus site om parkeringsforhold ved Schilthornbahn – på tysk
- Hjemmeside for Schilthorn – Piz Gloria – Schilthornbahn Arkiveret 15. februar 2012 hos  Wayback Machine – på engelsk
- Panoramabillede af svævebanestationen i Mürren Arkiveret 27. oktober 2011 hos  Wayback Machine
- 1. etape på Lift-World (Stechelberg – Gimmelwald)
- 2. etape på Lift-World (Gimmelwald – Mürren)
- 3. etape på Lift-World (Mürren – Birg)
- 4. etape på Lift-World (Birg – Schilthorn)

46°33′43″N 7°51′27″Ø / 46.56186°N 7.85759°Ø